# Maraita
Maraita é uma cidade hondurenha do departamento de Francisco Morazán.